# Lembosia opaca
Lembosia opaca är en svampart som beskrevs av Speg. 1888. Lembosia opaca ingår i släktet Lembosia och familjen Asterinaceae.   Inga underarter finns listade i Catalogue of Life.